# Eudromia olsoni
Eudromia olsoni je izumrla prapovijesna vrsta ptice iz reda tinamuovki. Pripada rodu Eudromia, čije su joj vrste srodnici. Živjela je u kasnom pliocenu. Fosili su joj nađeni u pokrajini Buenos Aires u Argentini.